# Newell (Iowa)
Newell es una ciudad ubicada en el condado de Buena Vista en el estado estadounidense de Iowa. En el Censo de 2010 tenía una población de 876 habitantes y una densidad poblacional de 266,74 personas por km².

## Geografía
Newell se encuentra ubicada en las coordenadas 42°36′35″N 95°0′14″O / 42.60972, -95.00389. Según la Oficina del Censo de los Estados Unidos, Newell tiene una superficie total de 3.28 km², de la cual 3.28 km² corresponden a tierra firme y (0%) 0 km² es agua.

## Demografía
Según el censo de 2010, había 876 personas residiendo en Newell. La densidad de población era de 266,74 hab./km². De los 876 habitantes, Newell estaba compuesto por el 95.55% blancos, el 0.34% eran afroamericanos, el 0.11% eran amerindios, el 0.34% eran asiáticos, el 0% eran isleños del Pacífico, el 2.63% eran de otras razas y el 1.03% pertenecían a dos o más razas. Del total de la población el 4.22% eran hispanos o latinos de cualquier raza.